# Neil Christian

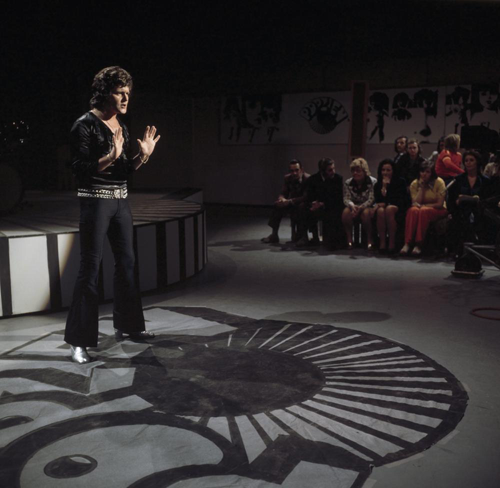
Neil Christian in het programma Popzien, 8 juni 1973

Neil Christian, echte naam Christopher Tidmarsh (Londen, 4 februari 1943 - 4 januari 2010) was een Britse zanger die slechts één redelijke hit heeft gehad met That's nice (1966), dat geschreven was door Miki Dallon. Het nummer bereikte een 16e plaats in de UK Singles Chart. In de Nederlandse Top 40 kwam het in juni 1966 tot een 18e plaats. Volgende singles, zoals Oops en Two at a time hebben de hitparades niet meer bereikt. Hij bleef wat de Britten een one-hit wonder noemen.
Voor hij soloplaten ging maken, trad hij op met een eigen band, Neil Christian and the Crusaders. Na 1971 ging hij artiesten managen, onder wie de band Crushed Butler.
- International Standard Name Identifier: 0000 0001 1963 2487
- Library of Congress Control Number: no2011066774
- MusicBrainz: bc349909-f44c-4d28-a28c-7747971e9296
- Virtual International Authority File: 170569162
- WorldCat: E39PBJxt3934pXmpmBtRY789jC